# Caltha palustris

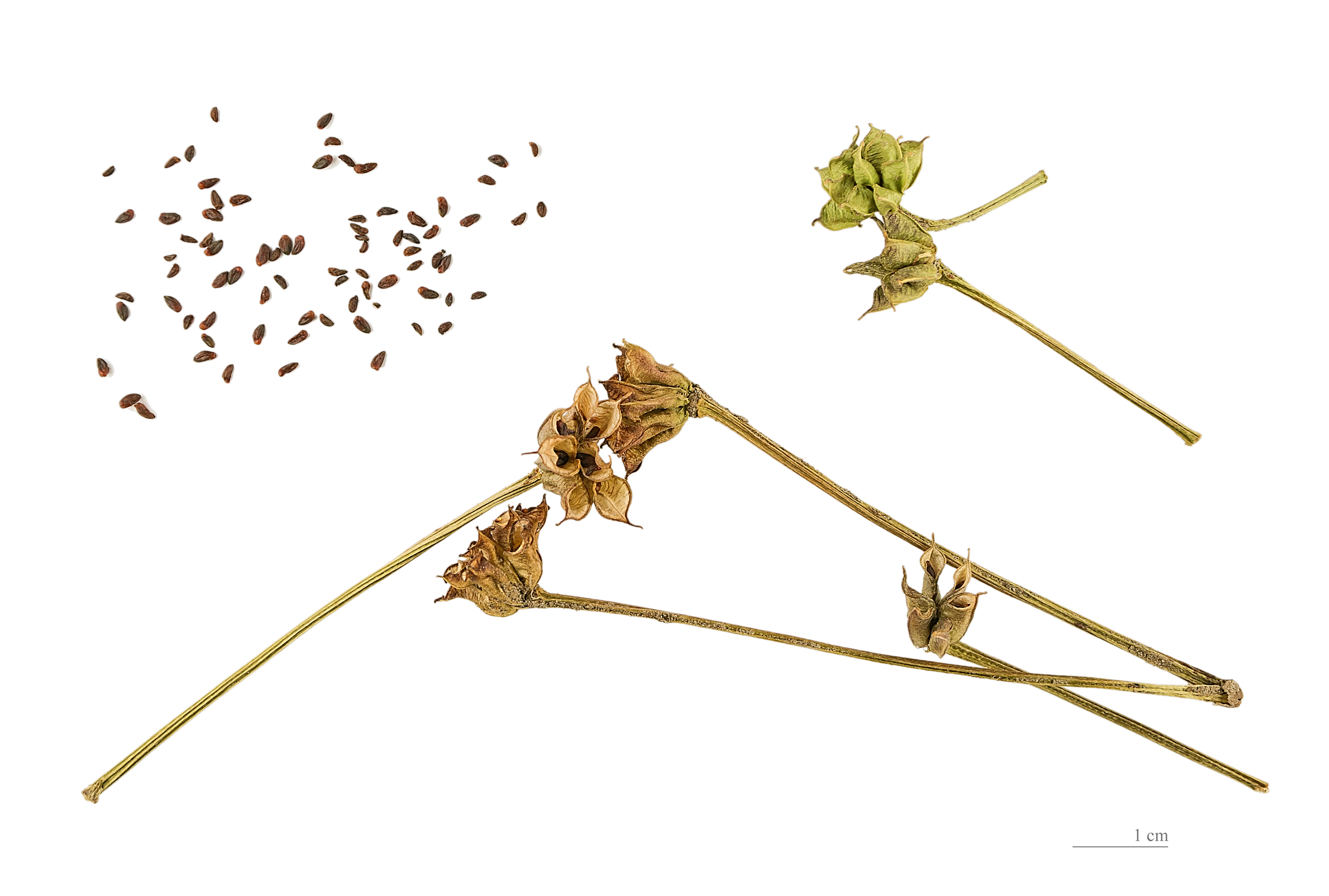
Caltha palustris

La calta palustre, caléndula acuática o verruguera (Caltha palustris) es una planta nativa de Europa que crece en lugares húmedos, pantanosos, cerca de zonas encharcadas.

## Descripción
Es una planta herbácea perenne con tallo erecto que alcanza 3 dm de altura de color púrpura. Las hojas de color verde oscuro son grandes, arriñonadas y brillantes con un largo peciolo. Las flores son terminales, se encuentran a pares y tienen cinco sépalos de color
amarillo.

## Propiedades
- Antiespasmódico utilizado en fitoterapia para tratar neuralgias, migrañas y problemas gastrointestinales.
- Se ha usado el jugo de sus plantas para el tratamiento de verrugas, aunque con mucha precaución al ser irritante de la piel.

Principios activos
Contiene protoanemonina, flavonoides, tanino, saponina, colorantes.

## Taxonomía
Caltha palustris fue descrita por Carlos Linneo y publicado en Regni Vegetabilis Systema Naturale 1: 167, en el año 1818.
Etimología
Caltha: nombre genérico que deriva de una corrupción de la palabra griega: Kalathos o Kalazos = "cesta", "copa", el recipiente en general que indica la forma de la flor que le otorgan sus pétalos curvados.
palustris: epíteto latino que significa "que crece en los pantanos".
Citología
El número de cromosomas es de: 2n = 16.
Sinonimia
- Lista de sinónimos de Caltha palustris[4][5]

## Nombres comunes
- Castellano: calta, centella, centella de Castilla-La Vieja, centella palustre, hierba centella, hierba del rosario, hierba palustre, viola amarilla, yerba centella.[5]